# Mecynidis
Genre
Mecynidis est un genre d'araignées aranéomorphes de la famille des Linyphiidae.

## Distribution
Les espèces de ce genre se rencontrent en Afrique de l'Est et en Afrique australe.

## Liste des espèces
Selon World Spider Catalog (version 16.5, 26/10/2015) :
- Mecynidis antiqua Jocqué & Scharff, 1986
- Mecynidis ascia Scharff, 1990
- Mecynidis bitumida Russell-Smith & Jocqué, 1986
- Mecynidis dentipalpis Simon, 1894
- Mecynidis laevitarsis Miller, 1970
- Mecynidis muthaiga Russell-Smith & Jocqué, 1986
- Mecynidis scutata Jocqué & Scharff, 1986
- Mecynidis spiralis Jocqué & Scharff, 1986

## Publication originale
- Simon, 1894 : Histoire naturelle des araignées. Paris, vol. 1, p. 489-760 (texte intégral).